# Le Mas-d’Artige
Le Mas-d’Artige, auf Okzitanisch „Lo Mas d’Artija“, ist eine Gemeinde im Zentralmassiv in Frankreich. Sie gehört zur Region Nouvelle-Aquitaine, zum Département Creuse, zum Arrondissement Aubusson und zum Kanton Auzances. Sie grenzt im Norden an Clairavaux, im Osten an La Courtine, im Süden an Sornac und im Westen an Féniers. Das Gemeindegebiet von Le Mas-d’Artige ist Teil des Regionalen Naturparks Millevaches en Limousin. Im Gemeindegebiet entspringt die Creuse.

## Geschichte
Die bisherige Gemeinde Villefert wurde 1831 nach Le Mas-d’Artige eingemeindet.

### Bevölkerungsentwicklung

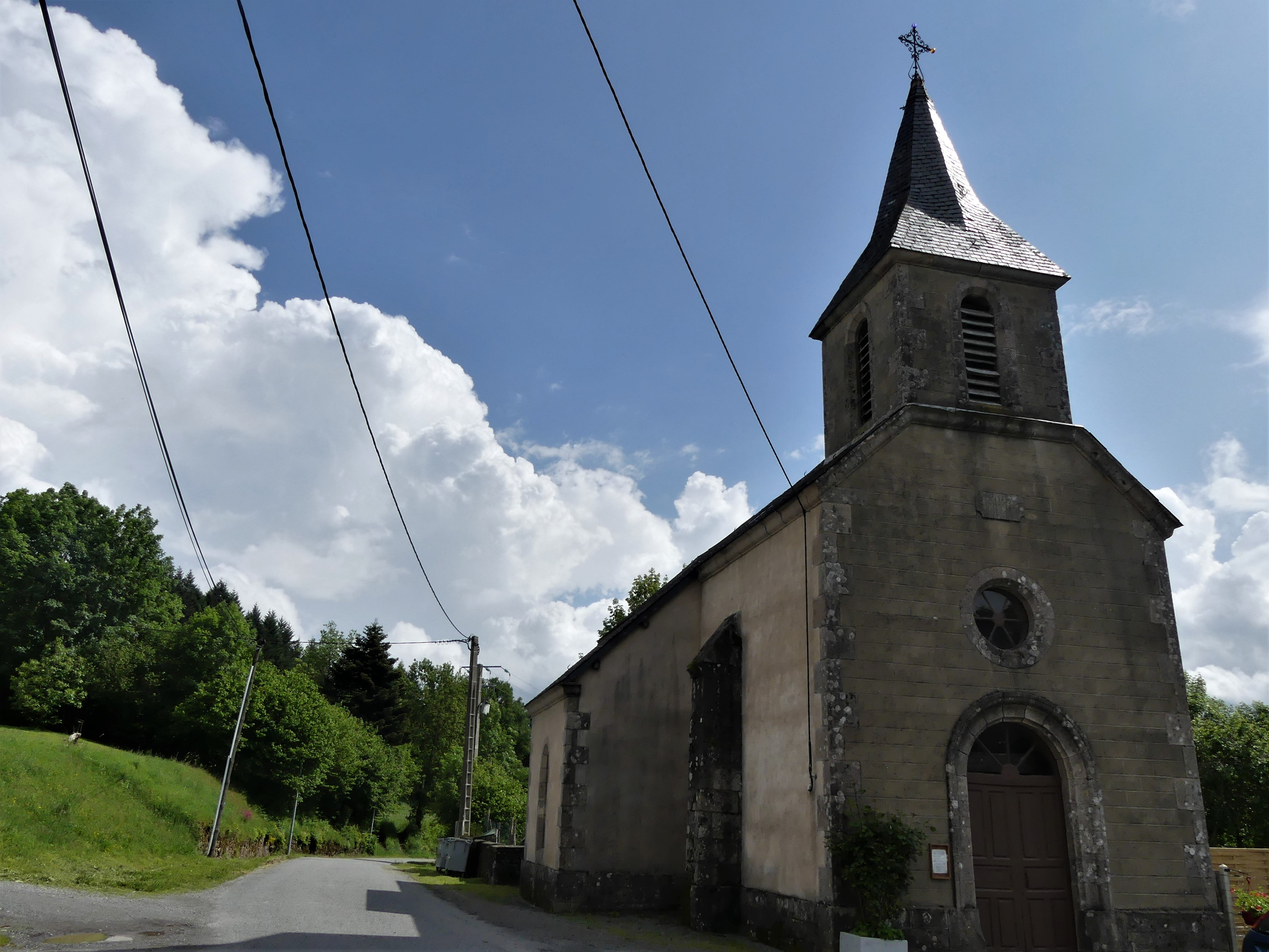
Kirche St. Peter und Paul

| Jahr      | 1962 | 1968 | 1975 | 1982 | 1990 | 1999 | 2008 | 2018 |
| --------- | ---- | ---- | ---- | ---- | ---- | ---- | ---- | ---- |
| Einwohner | 180  | 145  | 110  | 92   | 84   | 110  | 101  | 98   |